# NGC 2742A
NGC 2742A (другие обозначения — UGC 4803, MCG 10-13-60, ZWG 288.22, ZWG 311.30, IRAS09059+6227, PGC 25836) — галактика в созвездии Большая Медведица.
Этот объект не входит в число перечисленных в оригинальной редакции «Нового общего каталога» и был добавлен позднее.